# 2010年全仏オープン
2010年全仏オープン（2010ねんぜんふつオープン、Internationaux de France de Roland-Garros 2010）は、フランス・パリにあるスタッド・ローラン・ギャロスにて、2010年5月23日から6月6日にかけて開催されたITFグランドスラム大会の一つである。サーフェスはクレーコート。本年2大会目のグランドスラム大会であり、今大会で第109回大会となる。

## シングルス本戦出場選手
男子シングルス
| 優勝                                | 優勝                            | 準優勝                            | 準優勝                               |
| ----------------------------------- | ------------------------------- | --------------------------------- | ------------------------------------ |
| ラファエル・ナダル (2)              | ラファエル・ナダル (2)          | ロビン・セーデリング (5)          | ロビン・セーデリング (5)             |
| 準決勝敗退                          |                                 |                                   |                                      |
| トマーシュ・ベルディハ (15)         | トマーシュ・ベルディハ (15)     | ユルゲン・メルツァー (22)         | ユルゲン・メルツァー (22)            |
| 準々決勝敗退                        |                                 |                                   |                                      |
| ロジャー・フェデラー (1)            | ミハイル・ユージニー (11)       | ノバク・ジョコビッチ (3)          | ニコラス・アルマグロ (19)            |
| 4回戦敗退                           |                                 |                                   |                                      |
| スタニスラス・ワウリンカ (20)       | マリン・チリッチ (10)           | アンディ・マリー (4)              | ジョー＝ウィルフリード・ツォンガ (8) |
| ティムラズ・ガバシュビリ (Q)        | ロビー・ジネプリ                | フェルナンド・ベルダスコ (7)      | トマス・ベルッシ (24)                |
| 3回戦敗退                           |                                 |                                   |                                      |
| ユリアン・ライスター (Q)            | ファビオ・フォニーニ            | レオナルド・マイエル              | アルベルト・モンタニェス (29)        |
| マルコス・バグダティス (25)         | ジョン・イスナー (17)           | ビクトル・トロイツキ              | ティエモ・デ・バッカー               |
| アンディ・ロディック (6)            | ダビド・フェレール (9)          | フアン・カルロス・フェレーロ (16) | ビクトル・ハネスク (31)              |
| フィリップ・コールシュライバー (30) | アレクサンドル・ドルゴポロフ    | イワン・リュビチッチ (14)         | レイトン・ヒューイット (28)          |
| 2回戦敗退                           |                                 |                                   |                                      |
| アレハンドロ・ファジャ              | オリビエ・ロクス                | アンドレアス・ベック              | ガエル・モンフィス (13)              |
| ダニエル・ヒメノ＝トラバー          | ジュリアン・ベネトー            | トビアス・カムケ (Q)              | テーラー・デント                     |
| フアン・イグナシオ・チェラ          | マルセル・グラノリェルス        | マルコ・チウディネリ              | エドゥアール・ロジェ＝バセラン (WC)  |
| ルーカス・ラコ                      | カーステン・ボール (WC)         | ギリェルモ・ガルシア＝ロペス (32) | ジョセリン・ウィアンナ (WC)          |
| ブラズ・カブチッチ                  | グレガ・ゼムヤ (Q)              | ニコラ・マユ (WC)                 | グザビエ・マリス                     |
| ペレ・リバ                          | ポティート・スタラーチェ        | ユーリ・シュキン (Q)              | 錦織圭 (PR)                          |
| フロラン・セラ                      | アンドレアス・セッピ            | スティーブ・ダルシス              | フェルナンド・ゴンサレス (12)        |
| マーディ・フィッシュ                | パブロ・アンドゥハル (Q)        | デニス・イストミン                | オラシオ・ゼバロス                   |
| 1回戦敗退                           |                                 |                                   |                                      |
| ピーター・ルクザック                | ヤンコ・ティプサレビッチ        | ブノワ・ペイル                    | フェリシアーノ・ロペス (27)          |
| ヤン・ハジェク                      | パオロ・ロレンツィ              | ニコラス・マスー                  | ディター・キンドルマン (LL)          |
| リカルド・メロ                      | ドミトリー・トゥルスノフ        | セルジー・スタホフスキー          | エルネスツ・ガルビス (23)            |
| ステファノ・ガルバーニ (Q)          | ステファン・ロベール            | ニコラス・ラペンティ              | ロラン・レクーデル (WC)              |
| リシャール・ガスケ                  | ライアン・スウィーティング (WC) | ポール＝アンリ・マチュー          | ジェシー・ウィッテン                 |
| アンドレイ・ゴルベフ                | ソムデブ・デブバルマン (Q)      | ケビン・アンダーソン              | ホルヘ・アギラール                   |
| ミハル・プルジシエツニ              | マイケル・ヤニ                  | フィリップ・ペッシュナー          | トミー・ロブレド (21)                |
| ライナー・シュットラー              | オリビエ・パシャンス (Q)        | ルカシュ・クボット                | ダニエル・ブランツ                   |
| ヤルコ・ニエミネン                  | エドゥアルド・シュワンク        | ダニエル・ケレラー                | フアン・モナコ (26)                  |
| ドゥディ・セラ                      | ミーシャ・ズベレフ              | シモン・グロイル                  | ダビド・グェズ (WC)                  |
| パブロ・クエバス                    | マルク・ジケル                  | イリヤ・マルチェンコ              | サム・クエリー (18)                  |
| オスカー・エルナンデス              | ラジーブ・ラム                  | サンティアゴ・ヒラルド            | エフゲニー・コロレフ                 |
| イーゴリ・クニツィン                | マイケル・ラッセル              | サンティアゴ・ベントゥーラ (LL)   | カロル・ベック                       |
| ロビン・ハーセ (PR)                 | クリストフ・ブリーゲン          | アルノー・クレマン                | チアゴ・アウベス (Q)                 |
| 盧彦勳                              | ミハエル・ベレール              | シモーネ・ボレリ (Q)              | ミカエル・ロドラ                     |
| ジェレミー・シャルディー            | ベンジャミン・ベッカー          | マルティン・フィッシャー (Q)      | ジャンニ・ミナ (WC)                  |

女子シングルス
| 優勝                                        | 優勝                              | 準優勝                           | 準優勝                              |
| ------------------------------------------- | --------------------------------- | -------------------------------- | ----------------------------------- |
| フランチェスカ・スキアボーネ (17)           | フランチェスカ・スキアボーネ (17) | サマンサ・ストーサー (7)         | サマンサ・ストーサー (7)            |
| 準決勝敗退                                  |                                   |                                  |                                     |
| エレナ・ドキッチ (4)                        | エレナ・ドキッチ (4)              | エレーナ・デメンチェワ (5)       | エレーナ・デメンチェワ (5)          |
| 準々決勝敗退                                |                                   |                                  |                                     |
| セレナ・ウィリアムズ (1)                    | ヤロスラワ・シュウェドワ          | キャロライン・ウォズニアッキ (3) | ナディア・ペトロワ (19)             |
| 4回戦敗退                                   |                                   |                                  |                                     |
| シャハー・ピアー (18)                       | ジュスティーヌ・エナン (22)       | ダニエラ・ハンチュコバ (23)      | ヤルミラ・グロート (WC)             |
| マリア・キリレンコ (30)                     | フラビア・ペンネッタ (14)         | シャネル・シェパーズ (Q)         | ビーナス・ウィリアムズ (2)          |
| 3回戦敗退                                   |                                   |                                  |                                     |
| アナスタシア・パブリュチェンコワ (29)       | マリオン・バルトリ (13)           | マリア・シャラポワ (12)          | アナスタシア・ピボパロワ (Q)        |
| アリョーナ・ボンダレンコ (27)               | ヤニナ・ウィックマイヤー (16)     | アナスタシア・ロディオノワ       | アリサ・クレイバノワ (28)           |
| スベトラーナ・クズネツォワ (6)              | 李娜 (11)                         | ポロナ・ヘルツォグ               | アレクサンドラ・ドゥルゲル (31)     |
| アレクサンドラ・ウォズニアク                | アクグル・アマンムラドワ          | アラバン・レザイ (15)            | ドミニカ・チブルコバ (26)           |
| 2回戦敗退                                   |                                   |                                  |                                     |
| ユリア・ゲルゲス                            | ジル・クレイバス                  | ベサニー・マテック＝サンズ (LL)  | オリビア・サンチェス (WC)           |
| キルステン・フリプケンス                    | クララ・ザコパロバ                | 鄭潔 (25)                        | ロザンナ・デ・ロス・リオス          |
| カイア・カネピ (Q)                          | マグダレナ・リバリコバ            | オリガ・ゴボツォワ               | シビル・バンマー                    |
| クルム伊達公子                              | ベラ・ズボナレワ (21)             | アナ・イバノビッチ               | アグニエシュカ・ラドワンスカ (8)    |
| アンドレア・ペトコビッチ                    | イボンヌ・モイスブルガー          | ソフィー・ファーガソン (Q)       | ステファニー・コーエン＝アロロ (WC) |
| ロベルタ・ビンチ                            | ルーシー・サファロバ (24)         | ティメア・バシンスキー           | タチアナ・ガルビン                  |
| アナベル・メディナ・ガリゲス                | カテリナ・ボンダレンコ (32)       | ヨハンナ・ラーション             | ヒセラ・ドゥルコ                    |
| アンゲリク・ケルバー                        | アグネス・サバイ                  | バーバラ・レプチェンコ           | アランチャ・パラ・サントンハ        |
| 1回戦敗退                                   |                                   |                                  |                                     |
| シュテファニー・フェーゲレ                  | メリンダ・ツィンク                | ケイティ・オブライエン           | アリーゼ・コルネ                    |
| ヌリア・リャゴステラ・ビベス (Q)            | バニア・キング                    | シーネイ・ペリー                 | マリア・エレナ・カメリン            |
| クセーニャ・ペルバク (Q)                    | 森田あゆみ                        | カタリナ・スレボトニク           | ツベタナ・ピロンコバ                |
| エカテリーナ・ビシュコワ                    | イオアナ・ラルカ・オラル          | バルボラ・ザフラボバ・ストリコバ | シモナ・ハレプ (Q)                  |
| アリシア・モリク                            | ポーリーン・パルメンティエ        | ソフィア・アルビドソン           | ベラ・ドゥシェビナ                  |
| タマリネ・タナスガーン                      | カルラ・スアレス・ナバロ          | マリア・デュケ＝マリーノ         | サンドラ・ザラボバ                  |
| ディナラ・サフィナ (9)                      | 詹詠然                            | エカテリーナ・マカロワ           | アルベルタ・ブリアンティ            |
| マリヤ・コリャツェワ                        | 張凱貞                            | サラ・エラニ                     | エレナ・バルタチャ                  |
| ソラナ・チルステア                          | エレーナ・ベスニナ                | クレア・フュアーステイン (WC)    | カロリナ・スプレム                  |
| レジーナ・クリコワ                          | ペトラ・クビトバ                  | ステファニー・デュボワ           | クリスティナ・ムラディノビッチ (WC) |
| アン・ケタボング                            | ビルジニ・ラザノ                  | 土居美咲 (Q)                     | エレナ・ドキッチ                    |
| ルーシー・ハラデツカ                        | タチヤナ・マレク                  | クリスティナ・バロイス           | アーラ・クドリャフツェワ            |
| ペトラ・マルティッチ                        | メラニー・ウダン                  | イベタ・ベネソバ                 | ジュリー・クワン                    |
| マリア・ホセ・マルティネス・サンチェス (20) | アナスタシヤ・セバストワ          | マチルド・ヨハンソン (WC)        | ビクトリア・アザレンカ (10)         |
| ヘイディ・エル・タバク (Q)                  | アンナ・チャクエタゼ              | ステファニー・フォレッツ (WC)    | 張帥 (Q)                            |
| エカテリーナ・イバノワ (Q)                  | クリスティナ・マクヘール (WC)     | 奈良くるみ (Q)                   | パティ・シュナイダー                |

## 大会経過

### 1日目 (5月23日)
男子シングルスの1回戦では、前年のシングルス準優勝者のロビン・セーデリングの他、ミハイル・ユージニー、マリン・チリッチ、ジョー＝ウィルフリード・ツォンガ、エルネスツ・グルビスが順当に勝ち上がったが、第23シードのグルビスはジュリアン・ベネトー(フランス)との対戦中にハムストリングを痛めて途中棄権する波乱があった。
女子シングルスの1回戦では、前年覇者のスベトラーナ・クズネツォワの他、ビーナス・ウィリアムズ、アラバン・レザイ、ナディア・ペトロワ、フラビア・ペンネッタ、マリア・キリレンコが順当に勝ち上がったが、前年ベスト8で第10シードのビクトリア・アザレンカがヒセラ・ドゥルコに、第20シードのマリア・ホセ・マルチネス＝サンチェスがアクグル・アマンムラドワに敗れる波乱があった。
- シード落ち:
  - 男子シングルス:  エルネスツ・グルビス
  - 女子シングルス:  ビクトリア・アザレンカ,  マリア・ホセ・マルチネス＝サンチェス
- 試合日程

| メインコートの試合                                | メインコートの試合                                | メインコートの試合                                | メインコートの試合                                |
| フィリップ・シャトリエ・コート (センター・コート) | フィリップ・シャトリエ・コート (センター・コート) | フィリップ・シャトリエ・コート (センター・コート) | フィリップ・シャトリエ・コート (センター・コート) |
| 試合                                              | 勝者                                              | 敗者                                              | 試合結果                                          |
| ------------------------------------------------- | ------------------------------------------------- | ------------------------------------------------- | ------------------------------------------------- |
| 女子シングルス1回戦                               | スベトラーナ・クズネツォワ [6]                    | ソラナ・チルステア                                | 6–3, 6–1                                          |
| 男子シングルス1回戦                               | ロビン・セーデリング [5]                          | ロラン・レクーデル [WC]                           | 6–0, 6–2, 6–3                                     |
| 女子シングルス1回戦                               | アラバン・レザイ [15]                             | ヘイディ・エル・タバク [Q]                        | 6–1, 6–1                                          |
| 男子シングルス1回戦                               | ジョー＝ウィルフリード・ツォンガ [8]              | ダニエル・ブランツ                                | 4–6, 6–3, 6–2, 6–7, 7–5                           |
| スザンヌ・ランラン・コート (グランドスタンド)     |                                                   |                                                   |                                                   |
| 試合                                              | 勝者                                              | 敗者                                              | 試合結果                                          |
| 男子シングルス1回戦                               | マリン・チリッチ [10]                             | リカルド・メロ                                    | 6–1, 3–6, 6–3, 6–1                                |
| 女子シングルス1回戦                               | ヒセラ・ドゥルコ                                  | ビクトリア・アザレンカ [10]                       | 6–1, 6–2                                          |
| 男子シングルス1回戦                               | ジュリアン・ベネトー                              | エルネスツ・ガルビス [23]                         | 6–4, 6–2, 1–0 retired                             |
| 女子シングルス1回戦                               | ビーナス・ウィリアムズ [2]                        | パティ・シュナイダー                              | 6–3, 6–3                                          |
| 女子シングルス1回戦                               | ナディア・ペトロワ [19]                           | 張帥                                              | 6–0, 6–3                                          |

### 2日目 (5月24日)
男子シングルスのシード勢では、前年覇者で世界ランク1位のロジャー・フェデラーの他、イワン・リュビチッチ、トマーシュ・ベルディハ、スタニスラス・ワウリンカ、ジョン・イスナー、トマス・ベルッシ、世界ランク3位のノバク・ジョコビッチ、前年ベスト4のフェルナンド・ゴンサレス、ガエル・モンフィス、ビクトル・ハネスク、世界ランク4位のアンディ・マリー、ニコラス・アルマグロらが順当に勝ち上がったが、過去4度全仏ベスト8の経験を持つ第21シードのトミー・ロブレドがビクトル・トロイツキに、第27シードのフェリシアーノ・ロペスが予選から勝ち上がってきたユリアン・ライスターに敗れる波乱があった。
女子シングルスのシード勢では、世界ランク1位で第1シードのセリーナ・ウィリアムズ、キャロライン・ウォズニアッキ、エレナ・ヤンコビッチ、エレーナ・デメンチェワ、サマンサ・ストーサー、アグニエシュカ・ラドワンスカら、トップ8シードの内この日試合が行われた6名全員が順当に初戦を突破した他、李娜、カテリナ・ボンダレンコ、アリサ・クレイバノワ、ルーシー・サファロバ、フランチェスカ・スキアボーネ、アリョーナ・ボンダレンコらその他のシード勢全員も初戦を突破した。
- シード落ち:
  - 男子シングルス:  フェリシアーノ・ロペス,  トミー・ロブレド
- 試合日程

| メインコートの試合                                | メインコートの試合                                | メインコートの試合                                | メインコートの試合                                |
| フィリップ・シャトリエ・コート (センター・コート) | フィリップ・シャトリエ・コート (センター・コート) | フィリップ・シャトリエ・コート (センター・コート) | フィリップ・シャトリエ・コート (センター・コート) |
| 試合                                              | 勝者                                              | 敗者                                              | 試合結果                                          |
| ------------------------------------------------- | ------------------------------------------------- | ------------------------------------------------- | ------------------------------------------------- |
| 女子シングルス1回戦                               | キャロライン・ウォズニアッキ [3]                  | アーラ・クドリャフツェワ                          | 6–0, 6–3                                          |
| 男子シングルス1回戦                               | ロジャー・フェデラー [1]                          | ピーター・ルクザック                              | 6–4, 6–1, 6–2                                     |
| 女子シングルス1回戦                               | セリーナ・ウィリアムズ [1]                        | シュテファニー・フェーゲレ                        | 7–6(2), 6–2                                       |
| 男子シングルス1回戦                               | ガエル・モンフィス [13]                           | ディター・キンドルマン [LL]                       | 6–3, 7–5, 6–7(5), 6–2                             |
| スザンヌ・ランラン・コート (グランドスタンド)     |                                                   |                                                   |                                                   |
| 試合                                              | 勝者                                              | 敗者                                              | 試合結果                                          |
| 女子シングルス1回戦                               | 李娜 [11]                                         | クリスティナ・ムラディノビッチ                    | 7–5, 6–3                                          |
| 男子シングルス1回戦                               | ノバク・ジョコビッチ [3]                          | エフゲニー・コロレフ                              | 6–1, 3–6, 6–1, 6–3                                |
| 男子シングルス1回戦                               | アンディ・マリー [4]                              | リシャール・ガスケ                                | 4–6, 6–7(5), 6–4, 6–2, 6–1                        |

### 3日目 (5月25日)
男子シングルス1回戦では、全仏過去4度優勝の第2シードラファエル・ナダルが前年度ジュニアシングルス部門準優勝者のジャンニ・ミナをストレートで順当に下した他、フェルナンド・ベルダスコ、フアン・カルロス・フェレーロ、ダビド・フェレール、フィリップ・コールシュライバー、ユルゲン・メルツァー、レイトン・ヒューイット、アンディ・ロディックらが順当に勝ち上がったが、第18シードのサム・クエリーがロビー・ジネプリに、第26シードのフアン・モナコが予選から勝ち上がってきたグレガ・ゼミヤに敗れる波乱がった。
女子シングルス1回戦では、全仏過去4度優勝の第22シードジュスティーヌ・エナンが、ツベタナ・ピロンコバをストレートで順当に下した他、ヤニナ・ウィックマイヤー、マリア・シャラポワ、ベラ・ズボナレワ、アナスタシア・パブリュチェンコワ、ダニエラ・ハンチュコバ、シャハー・ピアー、鄭潔、マリオン・バルトリらが順当に1回戦を勝ち上がったが、全仏2年連続準優勝の第9シードディナラ・サフィナは、1996年全仏オープン以来14年ぶりに全仏オープンシングルス本戦へ出場してきた大会最年長39歳のクルム伊達公子にフルセットで敗れ、クルム伊達に1996年ウィンブルドン選手権以来14年ぶりのグランドスラムシングルス本戦勝利、並びにWTAツアーにおけるシングルストップ10選手を破った最年長記録更新を献上する大波乱となった。
- シード落ち:
  - 男子シングルス:  フアン・モナコ,  サム・クエリー
  - 女子シングルス:  ディナラ・サフィナ
- 試合日程

| メインコートの試合                                | メインコートの試合                                | メインコートの試合                                | メインコートの試合                                |
| フィリップ・シャトリエ・コート (センター・コート) | フィリップ・シャトリエ・コート (センター・コート) | フィリップ・シャトリエ・コート (センター・コート) | フィリップ・シャトリエ・コート (センター・コート) |
| 試合                                              | 勝者                                              | 敗者                                              | 試合結果                                          |
| ------------------------------------------------- | ------------------------------------------------- | ------------------------------------------------- | ------------------------------------------------- |
| 女子シングルス1回戦                               | ジュスティーヌ・エナン [22]                       | ツベタナ・ピロンコバ                              | 6–4, 6–3                                          |
| 男子シングルス1回戦                               | アンディ・ロディック [6]                          | ヤルコ・ニエミネン                                | 6–2, 4–6, 4–6, 7–6(4), 6–3                        |
| 女子シングルス1回戦                               | マリオン・バルトリ [13]                           | マリア・エレナ・カメリン                          | 6–2, 6–3                                          |
| 男子シングルス1回戦                               | レイトン・ヒューイット [28]                       | ジェレミー・シャルディー                          | 7–5, 6–0, 6–4                                     |
| スザンヌ・ランラン・コート (グランドスタンド)     |                                                   |                                                   |                                                   |
| 試合                                              | 勝者                                              | 敗者                                              | 試合結果                                          |
| 男子シングルス1回戦                               | フェルナンド・ベルダスコ [7]                      | イゴール・クニツィン                              | 6–4, 6–2, 6–2                                     |
| 女子シングルス1回戦                               | クルム伊達公子                                    | ディナラ・サフィナ [9]                            | 3–6, 6–4, 7–5                                     |
| 男子シングルス1回戦                               | ラファエル・ナダル [2]                            | ジャンニ・ミナ                                    | 6–2, 6–2, 6–2                                     |
| 女子シングルス1回戦                               | マリア・シャラポワ [12]                           | セニア・ペルバク [Q]                              | 6–3, 6–2                                          |

### 4日目 (5月26日)
男子シングルスシード勢では、第1シードのロジャー・フェデラーがアレハンドロ・ファジャをストレートで順当に下した他、ロビン・セーデリング、ジョー＝ウィルフリード・ツォンガ、マリン・チリッチ、トマーシュ・ベルディハ、スタニスラス・ワウリンカ、ミハイル・ユージニーらが順当に2回戦を突破したが、第32シードのギリェルモ・ガルシア・ロペスはティエモ・デ＝バッカーに敗れる波乱がった。
女子シングルスシード勢では、第2シードのビーナス・ウィリアムズがアランチャ・パラ・サントンハをストレートで順当に下した他、キャロライン・ウォズニアッキ、フラビア・ペンネッタ、ナディア・ペトロワ、アレクサンドラ・ドゥルゲル、マリア・キリレンコ、ドミニカ・チブルコバ、アラバン・レザイ、スベトラーナ・クズネツォワらが順当に2回戦を突破したが、第24シードのルーシー・サファロバがポローナ・エルコグに敗れる波乱がった。
この日は断続的な降雨により2時間以上試合進行が中断し、予定されていた試合や進行途中の試合の幾つかが翌日に持ち越された。中でも第16シードのガエル・モンフィス対ファビオ・フォニーニ戦が第5セット5-5としたところで、第4シードのアンディ・マリー対フアン・イグナシオ・チェラ戦が第2セット3-3としたところでそれぞれ順延となる など、計5試合が中断となった他、男女シングルス、男女ダブルス部門で予定されていた試合の内、計10試合が翌日に延期となった。
- シード落ち:
  - 男子シングルス:  ギリェルモ・ガルシア＝ロペス
  - 女子シングルス:  ルーシー・サファロバ
  - 男子ダブルス:  エリック・ビュートラック /  ラジーブ・ラム,  ロベルト・リンドステット /  ホリア・テカウ
- 試合日程

| メインコートの試合                                | メインコートの試合                                | メインコートの試合                                | メインコートの試合                                |
| フィリップ・シャトリエ・コート (センター・コート) | フィリップ・シャトリエ・コート (センター・コート) | フィリップ・シャトリエ・コート (センター・コート) | フィリップ・シャトリエ・コート (センター・コート) |
| 試合                                              | 勝者                                              | 敗者                                              | 試合結果                                          |
| ------------------------------------------------- | ------------------------------------------------- | ------------------------------------------------- | ------------------------------------------------- |
| 女子シングルス2回戦                               | ビーナス・ウィリアムズ [2]                        | アランチャ・パラ・サントンハ                      | 6–2, 6–4                                          |
| 男子シングルス2回戦                               | ロジャー・フェデラー [1]                          | アレハンドロ・ファジャ                            | 7–6(4), 6–2, 6–4                                  |
| スザンヌ・ランラン・コート (グランドスタンド)     |                                                   |                                                   |                                                   |
| 試合                                              | 勝者                                              | 敗者                                              | 試合結果                                          |
| 男子シングルス2回戦                               | ロビン・セーデリング [5]                          | テーラー・デント                                  | 6–0, 6–1, 6–1                                     |
| 男子シングルス2回戦                               | ジョー＝ウィルフリード・ツォンガ [8]              | ジョセリン・ウィアンナ                            | 6–0, 6–1, 6–4                                     |
| 女子シングルス2回戦                               | アラバン・レザイ [15]                             | アンゲリク・ケルバー                              | 6–2, 2–6, 6–3                                     |
| 女子シングルス2回戦                               | キャロライン・ウォズニアッキ [3]                  | タチアナ・ガルビン                                | 6–3, 6–1                                          |

### 5日目 (5月27日)
男子シングルスシード勢では、アンディ・ロディック、マルコス・バグダティスらが順当に2回戦を突破した他、前日試合途中で順延となっていた試合では第4シードのアンディ・マリー対フアン・イグナシオ・チェラ戦でマレーがチェラを順当に下したが、第16シードのガエル・モンフィス対ファビオ・フォニーニ戦ではモンフィスがフルセットの接戦の末敗れる波乱があった。
女子シングルスシード勢では、エレナ・ヤンコビッチ、エレーナ・デメンチェワ、李娜、フランチェスカ・スキアボーネ、シャハー・ピアー、アリョーナ・ボンダレンコらが順当に2回戦を突破したが、第8シードのアグニエシュカ・ラドワンスカがヤロスラワ・シュウェドワに、第21シードのベラ・ズボナレワがアナスタシア・ロディオノワに、第32シードのカテリナ・ボンダレンコがアレクサンドラ・ウォズニアクにそれぞれストレートで敗れる波乱があった
。
この日も前日に引き続き雨が降り止まない悪天候の為、4時間以上に渡って試合開始が大幅に遅れ、女子シングルスでは予定されていた20試合の内、第12シードのマリア・シャラポワ対キルステン・フリプケンス戦と第13シードのマリオン・バルトリ対オリビア・サンチェス戦が試合途中で順延となった他、男女シングルス部門で計16試合、男女ダブルス部門で計5試合が延期となった。
- シード落ち:
  - 男子シングルス:  ガエル・モンフィス
  - 女子シングルス:  カテリナ・ボンダレンコ,  アグニエシュカ・ラドワンスカ,  ベラ・ズボナレワ
- 試合日程

| メインコートの試合                                | メインコートの試合                                | メインコートの試合                                | メインコートの試合                                |
| フィリップ・シャトリエ・コート (センター・コート) | フィリップ・シャトリエ・コート (センター・コート) | フィリップ・シャトリエ・コート (センター・コート) | フィリップ・シャトリエ・コート (センター・コート) |
| 試合                                              | 勝者                                              | 敗者                                              | 試合結果                                          |
| ------------------------------------------------- | ------------------------------------------------- | ------------------------------------------------- | ------------------------------------------------- |
| 女子シングルス2回戦                               | エレナ・ヤンコビッチ [4]                          | カイア・カネピ [Q]                                | 6–2, 3–6, 6–4                                     |
| 男子シングルス2回戦                               | ファビオ・フォニーニ                              | ガエル・モンフィス [13]                           | 2–6, 4–6, 7–5, 6–4, 9–7                           |
| スザンヌ・ランラン・コート (グランドスタンド)     |                                                   |                                                   |                                                   |
| 試合                                              | 勝者                                              | 敗者                                              | 試合結果                                          |
| 男子シングルス2回戦                               | アンディ・ロディック [6]                          | ブラズ・カブチッチ                                | 6–3, 5–7, 6–4, 6–2                                |

### 6日目 (5月28日)
男子シングルス2回戦では、前年ベスト4の第12シードフェルナンド・ゴンサレスが、ノーシードのアレクサンドル・ドルゴポロフにストレートで敗れる波乱が起きた。
女子シングルスシード勢では、3回戦で前年優勝者の第6シードスベトラーナ・クズネツォワが、第30シードのマリア・キリレンコにフルセットで敗れる波乱が起きた。
- シード落ち:
  - 男子シングルス:  マルコス・バグダティス,  フェルナンド・ゴンサレス,  ジョン・イスナー,  アルベルト・モンタニェス
  - 女子シングルス:  ドミニカ・チブルコバ,  アレクサンドラ・ドゥルゲル,  スベトラーナ・クズネツォワ,  李娜,  鄭潔
  - 男子ダブルス::  シーモン・アスペリン /  ポール・ハンリー,  マルセル・グラノリェルス /  トミー・ロブレド
  - 女子ダブルス:  ベラ・ドゥシェビナ /  エカテリーナ・マカロワ
  - 混合ダブルス:  晏紫 /  マリウシュ・フィルステンベルク
- 試合日程

| メインコートの試合                                | メインコートの試合                                | メインコートの試合                                | メインコートの試合                                |
| フィリップ・シャトリエ・コート (センター・コート) | フィリップ・シャトリエ・コート (センター・コート) | フィリップ・シャトリエ・コート (センター・コート) | フィリップ・シャトリエ・コート (センター・コート) |
| 試合                                              | 勝者                                              | 敗者                                              | 試合結果                                          |
| ------------------------------------------------- | ------------------------------------------------- | ------------------------------------------------- | ------------------------------------------------- |
| 男子シングルス2回戦                               | ラファエル・ナダル [2]                            | オラシオ・セバジョス                              | 6–2, 6–2, 6–3                                     |
| 女子シングルス2回戦                               | ジュスティーヌ・エナン [22]                       | クララ・ザコパロバ                                | 6–3, 6–3                                          |
| 女子シングルス3回戦                               | ビーナス・ウィリアムズ [2]                        | ドミニカ・チブルコバ [26]                         | 6–3, 6–4                                          |
| 男子シングルス3回戦                               | ジョー＝ウィルフリード・ツォンガ [8]              | ティエモ・デ・バッカー                            | 6–7(6), 7–6(4), 6–3, 6–4                          |
| スザンヌ・ランラン・コート (グランドスタンド)     |                                                   |                                                   |                                                   |
| 試合                                              | 勝者                                              | 敗者                                              | 試合結果                                          |
| 女子シングルス2回戦                               | セリーナ・ウィリアムズ [1]                        | ユリア・ゲルゲス                                  | 6–1, 6–1                                          |
| 女子シングルス2回戦                               | マリオン・バルトリ [13]                           | オリビア・サンチェス [WC]                         | 7–5, 6–2                                          |
| 男子シングルス3回戦                               | ロジャー・フェデラー [1]                          | ユリアン・ライスター [Q]                          | 6–4, 6–0, 6–4                                     |
| 男子シングルス3回戦                               | アンディ・マリー [4]                              | マルコス・バグダティス [25]                       | 6–2, 6–3, 0–6, 6–2                                |
| 女子シングルス3回戦                               | エレーナ・デメンチェワ [5]                        | アレクサンドラ・ウォズニアク                      | 6–7(2), 6–3, 6–4                                  |

### 7日目 (5月29日)
男子シングルス3回戦では、第6シードのアンディ・ロディックが、予選から勝ち上がってきた世界ランク114位のティムラズ・ガバシュビリにストレートで敗れる波乱があった。
男子ダブルス2回戦では、第1シードのボブ・ブライアン&マイク・ブライアン組が、ノーシードのマルセロ・メロ&ブルーノ・ソアレス組にストレートで敗れる波乱が起きた。
- シード落ち:
  - 男子シングルス:  ダビド・フェレール,  フアン・カルロス・フェレーロ,  ビクトル・ハネスク,  レイトン・ヒューイット,  フィリップ・コールシュライバー,  イワン・リュビチッチ,  アンディ・ロディック
  - 女子シングルス:  マリオン・バルトリ,  アリョーナ・ボンダレンコ,  アリサ・クレイバノワ,  アナスタシア・パブリュチェンコワ,  アラバン・レザイ,  ヤニナ・ウィックマイヤー
  - 男子ダブルス:  マヘシュ・ブパシ /  マックス・ミルヌイ,  ボブ・ブライアン /  マイク・ブライアン,  マーディ・フィッシュ /  マーク・ノウルズ
  - 混合ダブルス:  リーゼル・フーバー /  マヘシュ・ブパシ,  リサ・レイモンド /  ウェスリー・ムーディ,  ベサニ・マテック＝サンズ /  マーク・ノウルズ
- 試合日程

| メインコートの試合                                | メインコートの試合                                | メインコートの試合                                | メインコートの試合                                |
| フィリップ・シャトリエ・コート (センター・コート) | フィリップ・シャトリエ・コート (センター・コート) | フィリップ・シャトリエ・コート (センター・コート) | フィリップ・シャトリエ・コート (センター・コート) |
| 試合                                              | 勝者                                              | 敗者                                              | 試合結果                                          |
| ------------------------------------------------- | ------------------------------------------------- | ------------------------------------------------- | ------------------------------------------------- |
| 女子シングルス3回戦                               | セリーナ・ウィリアムズ [1]                        | アナスタシア・パブリュチェンコワ [29]             | 6–1, 1–6, 6–2                                     |
| 女子シングルス3回戦                               | ナディア・ペトロワ [19]                           | アラバン・レザイ [15]                             | 7–6(2), 4–6, 10–8                                 |
| 男子シングルス3回戦                               | ノバク・ジョコビッチ [3]                          | ビクトル・ハネスク [31]                           | 6–3, 3–6, 6–3, 6–2                                |
| 男子シングルス3回戦                               | ラファエル・ナダル [2]                            | レイトン・ヒューイット [28]                       | 6–3, 6–4, 6–3                                     |
| スザンヌ・ランラン・コート (グランドスタンド)     |                                                   |                                                   |                                                   |
| 試合                                              | 勝者                                              | 敗者                                              | 試合結果                                          |
| 男子シングルス3回戦                               | ティムラズ・ガバシュビリ [Q]                      | アンディ・ロディック [6]                          | 6–4, 6–4, 6–2                                     |
| 女子シングルス3回戦                               | シャハー・ピアー [18]                             | マリオン・バルトリ [13]                           | 7–6(7), 6–2                                       |
| 男子シングルス3回戦                               | フェルナンド・ベルダスコ [7]                      | フィリップ・コールシュライバー [30]               | 2–6, 6–3, 6–3, 6–7(1), 6–4                        |
| 女子シングルス3回戦                               | エレナ・ヤンコビッチ [4]                          | アリョーナ・ボンダレンコ [27]                     | 6–4, 7–6(3)                                       |

### 8日目 (5月30日)
男子シングルス4回戦では、前年ベスト8の第4シードアンディ・マリーが、第15シードのトマーシュ・ベルディハにストレートで敗れる波乱が起きた。
女子シングルス4回戦では、第2シードのビーナス・ウィリアムズが、ナディア・ペトロワにストレートで敗れる波乱が起きた。
- シード落ち:
  - 男子シングルス:  マリン・チリッチ,  アンディ・マリー,  ジョー＝ウィルフリード・ツォンガ,  スタニスラス・ワウリンカ
  - 女子シングルス:  マリア・キリレンコ,  フラビア・ペンネッタ,  マリア・シャラポワ,  ビーナス・ウィリアムズ
  - 男子ダブルス:  フランティシェク・チェルマク /  ミハル・メルティナク
  - 女子ダブルス:  イベタ・ベネソバ /  バルボラ・ザラボバ・ストリコバ,  カーラ・ブラック /  エレーナ・ベスニナ,  オルガ・ゴヴォルツォワ /  アラ・クドリャフツェワ,  アンドレア・フラバコバ /  ルーシー・フラデカ,  アリサ・クレイバノワ /  フランチェスカ・スキアボーネ,  ベサニ・マテック＝サンズ /  晏紫,  リサ・レイモンド /  レネ・スタブス
- 試合日程

| メインコートの試合                                | メインコートの試合                                | メインコートの試合                                | メインコートの試合                                |
| フィリップ・シャトリエ・コート (センター・コート) | フィリップ・シャトリエ・コート (センター・コート) | フィリップ・シャトリエ・コート (センター・コート) | フィリップ・シャトリエ・コート (センター・コート) |
| 試合                                              | 勝者                                              | 敗者                                              | 試合結果                                          |
| ------------------------------------------------- | ------------------------------------------------- | ------------------------------------------------- | ------------------------------------------------- |
| 女子シングルス4回戦                               | エレーナ・デメンチェワ [5]                        | チャネル・シーパース [Q]                          | 6–1, 6–3                                          |
| 女子シングルス3回戦                               | ジュスティーヌ・エナン [22]                       | マリア・シャラポワ [12]                           | 6–2, 3–6, 6–3                                     |
| 女子シングルス4回戦                               | ナディア・ペトロワ [19]                           | ビーナス・ウィリアムズ [2]                        | 6–4, 6–3                                          |
| 男子シングルス4回戦                               | ロジャー・フェデラー [1]                          | スタニスラス・ワウリンカ [20]                     | 6–3, 7–6(5), 6–2                                  |
| 男子シングルス4回戦                               | ミハイル・ユージニー [11]                         | ジョー＝ウィルフリード・ツォンガ [8]              | 6–2, 途中棄権                                     |
| スザンヌ・ランラン・コート (グランドスタンド)     |                                                   |                                                   |                                                   |
| 試合                                              | 勝者                                              | 敗者                                              | 試合結果                                          |
| 女子シングルス4回戦                               | フランチェスカ・スキアボーネ [17]                 | マリア・キリレンコ [30]                           | 6–4, 6–4                                          |
| 女子シングルス4回戦                               | キャロライン・ウォズニアッキ [3]                  | フラビア・ペンネッタ [14]                         | 7–6(5), 6–7(4), 6–2                               |
| 男子シングルス4回戦                               | ロビン・セーデリング [5]                          | マリン・チリッチ [10]                             | 6–4, 6–4, 6–2                                     |
| 男子シングルス4回戦                               | トマーシュ・ベルディハ [15]                       | アンディ・マリー [4]                              | 6–4, 7–5, 6–3                                     |

### 9日目 (5月31日)
女子シングルス4回戦では、第22シードのジュスティーヌ・エナンが第7シードのサマンサ・ストーサーに逆転負けで敗れ、引退前から継続していた全仏シングルス連勝記録が24で途絶えた。また、ノーシードのヤロスラワ・シュウェドワが、主催者推薦のジャミラ・グロースをストレートで下し、カザフスタン国籍のテニス選手として男女通じて初のグランドスラムシングルスベスト8進出を果たした。
- シード落ち:
  - 男子シングルス:  トマス・ベルッシ,  フェルナンド・ベルダスコ
  - 女子シングルス:  ダニエラ・ハンチュコバ,  ジュスティーヌ・エナン,  シャハー・ピアー
  - 男子ダブルス:  ジュリアン・ベネトー /  ミカエル・ロドラ,
  - 女子ダブルス:  ヒセラ・ドゥルコ /  フラビア・ペンネッタ,  マリア・キリレンコ /  アグニエシュカ・ラドワンスカ,  ナディア・ペトロワ /  サマンサ・ストーサー,  詹詠然 /  鄭潔
  - 混合ダブルス:  アリサ・クレイバノワ /  マックス・ミルヌイ
- 試合日程

| メインコートの試合                                | メインコートの試合                                | メインコートの試合                                | メインコートの試合                                |
| フィリップ・シャトリエ・コート (センター・コート) | フィリップ・シャトリエ・コート (センター・コート) | フィリップ・シャトリエ・コート (センター・コート) | フィリップ・シャトリエ・コート (センター・コート) |
| 試合                                              | 勝者                                              | 敗者                                              | 試合結果                                          |
| ------------------------------------------------- | ------------------------------------------------- | ------------------------------------------------- | ------------------------------------------------- |
| 男子シングルス4回戦                               | ノバク・ジョコビッチ [3]                          | ロビー・ジネプリ                                  | 6–4, 2–6, 6–1, 6–2                                |
| 女子シングルス4回戦                               | セリーナ・ウィリアムズ [1]                        | シャハー・ピアー [18]                             | 6–2, 6–2                                          |
| 男子シングルス4回戦                               | ラファエル・ナダル [2]                            | トマス・ベルッシ [24]                             | 6–2, 7–5, 6–4                                     |
| 女子シングルス4回戦                               | エレナ・ヤンコビッチ [4]                          | ダニエラ・ハンチュコバ [23]                       | 6–4, 6–2                                          |
| スザンヌ・ランラン・コート (グランドスタンド)     |                                                   |                                                   |                                                   |
| 試合                                              | 勝者                                              | 敗者                                              | 試合結果                                          |
| 男子シングルス4回戦                               | ユルゲン・メルツァー [22]                         | ティムラズ・ガバシュビリ [Q]                      | 7–6(6), 4–6, 6–1, 6–4                             |
| 女子シングルス4回戦                               | サマンサ・ストーサー [7]                          | ジュスティーヌ・エナン [22]                       | 2–6, 6–1, 6–4                                     |
| 男子シングルス4回戦                               | ニコラス・アルマグロ [19]                         | フェルナンド・ベルダスコ [7]                      | 6–1, 4–6, 6–1, 6–4                                |
| 女子シングルス4回戦                               | ヤロスラワ・シュウェドワ                          | ヤルミラ・グロース [WC]                           | 6–4, 6–3                                          |

### 10日目 (6月1日)
男子シングルス準々決勝では、前年優勝者の第1シードロジャー・フェデラーが前年準優勝の第5シードロビン・セーデリングと対戦し、逆転負けを喫する波乱が起きた。フェデラーにとっては2004年全仏オープン3回戦でグスタボ・クエルテンに破れて以来、24大会ぶりにベスト4進出を逃す事となった。
- シード落ち:
  - 男子シングルス:  ロジャー・フェデラー,  ミハイル・ユージニー
  - 女子シングルス:  ナディア・ペトロワ,  キャロライン・ウォズニアッキ
  - 男子ダブルス:  マリウシュ・フィルステンベルク /  マルチン・マトコフスキ,  ルカシュ・クボット /  オリバー・マラチ
  - 混合ダブルス:  カーラ・ブラック /  リーンダー・パエス
- 試合日程

| メインコートの試合                                | メインコートの試合                                | メインコートの試合                                | メインコートの試合                                |
| フィリップ・シャトリエ・コート (センター・コート) | フィリップ・シャトリエ・コート (センター・コート) | フィリップ・シャトリエ・コート (センター・コート) | フィリップ・シャトリエ・コート (センター・コート) |
| 試合                                              | 勝者                                              | 敗者                                              | 試合結果                                          |
| ------------------------------------------------- | ------------------------------------------------- | ------------------------------------------------- | ------------------------------------------------- |
| 女子シングルス準々決勝                            | フランチェスカ・スキアボーネ [17]                 | キャロライン・ウォズニアッキ [3]                  | 6–2, 6–3                                          |
| 男子シングルス準々決勝                            | ロビン・セーデリング [5]                          | ロジャー・フェデラー [1]                          | 3–6, 6–3, 7–5, 6–4                                |
| スザンヌ・ランラン・コート (グランドスタンド)     |                                                   |                                                   |                                                   |
| 試合                                              | 勝者                                              | 敗者                                              | 試合結果                                          |
| 女子シングルス準々決勝                            | エレーナ・デメンチェワ [5]                        | ナディア・ペトロワ [19]                           | 2–6, 6–2, 6–0                                     |
| 男子シングルス準々決勝                            | トマーシュ・ベルディハ [15]                       | ミハイル・ユージニー [11]                         | 6–3, 6–1, 6–2                                     |

### 11日目 (6月2日)
男子シングルス準々決勝では、ラファエル・ナダルが第19シードのニコラス・アルマグロをストレートで下して順当に準決勝進出を決めたが、第3シードのノバク・ジョコビッチはこれまでグランドスラムシングルスで3回戦以上への進出経験が一度も無かった第22シードのユルゲン・メルツァーにフルセットの末敗れる波乱があった。
女子シングルス準々決勝では、第4シードのエレナ・ヤンコビッチがヤロスロワ・シュウェドワをストレートで下し、自身2年ぶり2度目の全仏準決勝に進出したが、第1シードのセリーナ・ウィリアムズは第7シードのサマンサ・ストーサーにフルセットの接線の末敗れる波乱があった。
- シード落ち:
  - 男子シングルス:  ニコラス・アルマグロ,  ノバク・ジョコビッチ
  - 女子シングルス:  セリーナ・ウィリアムズ
  - 女子ダブルス:  リーゼル・フーバー /  アナベル・メディナ・ガリゲス,  ヌリア・ラゴステラ・ビベス /  マリア・ホセ・マルチネス・サンチェス
  - 混合ダブルス:  ヌリア・ラゴステラ・ビベス /  オリバー・マラチ
- 試合日程

| メインコートの試合                                | メインコートの試合                                | メインコートの試合                                | メインコートの試合                                |
| フィリップ・シャトリエ・コート (センター・コート) | フィリップ・シャトリエ・コート (センター・コート) | フィリップ・シャトリエ・コート (センター・コート) | フィリップ・シャトリエ・コート (センター・コート) |
| 試合                                              | 勝者                                              | 敗者                                              | 試合結果                                          |
| ------------------------------------------------- | ------------------------------------------------- | ------------------------------------------------- | ------------------------------------------------- |
| 女子シングルス準々決勝                            | サマンサ・ストーサー [7]                          | セリーナ・ウィリアムズ [1]                        | 6–2, 6–7(2), 8–6                                  |
| 男子シングルス準々決勝                            | ラファエル・ナダル [2]                            | ニコラス・アルマグロ [19]                         | 7–6(2), 7–6(3), 6–4                               |
| スザンヌ・ランラン・コート (グランドスタンド)     |                                                   |                                                   |                                                   |
| 試合                                              | 勝者                                              | 敗者                                              | 試合結果                                          |
| 女子シングルス準々決勝                            | エレナ・ヤンコビッチ [4]                          | ヤロスラワ・シュウェドワ                          | 7–5, 6–4                                          |
| 男子シングルス準々決勝                            | ユルゲン・メルツァー [22]                         | ノバク・ジョコビッチ [3]                          | 3–6, 2–6, 6–2, 7–6(3), 6–4                        |

### 12日目 (6月3日)
混合ダブルス決勝戦では、第6シードのカタリナ・スレボトニク&ネナド・ジモンイッチ組が、ノーシードで勝ち上がってきたヤロスラワ・シュウェドワ&ユリアン・ノールをフルセットで下し、4年ぶり2度目の全仏優勝。スレボトニクとジモンイッチにとって通算4度目(同ペアでは通算3度目)のグランドスラム混合ダブルス優勝となった。
- シード落ち:
  - 女子シングルス:  エレーナ・デメンチェワ,  エレナ・ヤンコビッチ
  - 男子ダブルス:  ウェスリー・ムーディ /  ディック・ノーマン,  ユリアン・ノール /  アンディ・ラム
- 試合日程

| メインコートの試合                                | メインコートの試合                                  | メインコートの試合                                | メインコートの試合                                |
| フィリップ・シャトリエ・コート (センター・コート) | フィリップ・シャトリエ・コート (センター・コート)   | フィリップ・シャトリエ・コート (センター・コート) | フィリップ・シャトリエ・コート (センター・コート) |
| 試合                                              | 勝者                                                | 敗者                                              | 試合結果                                          |
| ------------------------------------------------- | --------------------------------------------------- | ------------------------------------------------- | ------------------------------------------------- |
| 女子シングルス準決勝                              | フランチェスカ・スキアボーネ [17]                   | エレーナ・デメンチェワ [5]                        | 7–6(3), 途中棄権                                  |
| 女子シングルス準決勝                              | サマンサ・ストーサー [7]                            | エレナ・ヤンコビッチ [4]                          | 6–1, 6–2                                          |
| 混合ダブルス決勝戦                                | カタリナ・スレボトニク [6] ネナド・ジモンイッチ [6] | ヤロスロワ・シュウェドワ ユリアン・ノール         | 4–6, 7–6(5), [11–9]                               |
| スザンヌ・ランラン・コート (グランドスタンド)     |                                                     |                                                   |                                                   |
| 試合                                              | 勝者                                                | 敗者                                              | 試合結果                                          |
| レジェンド部門女子ダブルス準決勝                  | イバ・マヨリ ナタリー・トージア                     | ジジ・フェルナンデス ナターシャ・ズベレワ         | 4–6, 6–3, [10–8]                                  |
| レジェンド部門45歳以上男子ダブルス グループ A     | ヨアキム・ニーストロム マッツ・ビランデル           | パット・キャッシュ ミカエル・ペルンフォルス       | 7–6(4), 6–3                                       |
| 男子ダブルス準決勝                                | ダニエル・ネスター [2] ネナド・ジモンイッチ [2]     | ウェスリー・ムーディ [4] ディック・ノーマン [4]   | 6–0, 6–3                                          |
| レジェンド部門45歳以下男子ダブルス グループ B     | マンスール・バーラミ アンリ・ルコント               | イリ・ナスターゼ エミリオ・サンチェス             | 7–6(4), 3–6, [12–10]                              |

### 13日目 (6月4日)
男子シングルス準決勝では、第1試合で第5シードのロビン・セーデリングが第15シードのトマーシュ・ベルディハをフルセットで下し2年連続の決勝進出。第2試合では第2シードのラファエル・ナダルが第22シードのユルゲン・メルツァーをストレートで下し決勝へ進出した。
女子ダブルス決勝戦では、第1シードのセリーナ・ウィリアムズ&ビーナス・ウィリアムズ組が第12シードのクベタ・ペシュケ&カタリナ・スレボトニク組をストレートで下し、ウィリアムズ姉妹にとってグランドスラムダブルス通算12度目、全仏では1999年全仏オープン以来、11年ぶり2度目の同部門優勝を果たした。またこの優勝によりウィリアムズ姉妹はダブルスで2009年ウィンブルドン選手権から年跨ぎでの年間グランドスラムを達成し、1992年全仏オープンから1993年全豪オープンにかけて年間グランドスラムを達成したジジ・フェルナンデス&ナターシャ・ズベレワ組以来、17年ぶり3組目の達成ペアとなった。
- シード落ち:
  - 男子シングルス:  トマーシュ・ベルディハ,  ユルゲン・メルツァー
  - 女子ダブルス:  クベタ・ペシュケ /  カタリナ・スレボトニク
- 試合日程

| メインコートの試合                                | メインコートの試合                                    | メインコートの試合                                      | メインコートの試合                                |
| フィリップ・シャトリエ・コート (センター・コート) | フィリップ・シャトリエ・コート (センター・コート)     | フィリップ・シャトリエ・コート (センター・コート)       | フィリップ・シャトリエ・コート (センター・コート) |
| 試合                                              | 勝者                                                  | 敗者                                                    | 試合結果                                          |
| ------------------------------------------------- | ----------------------------------------------------- | ------------------------------------------------------- | ------------------------------------------------- |
| 男子シングルス準決勝                              | ロビン・セーデリング [5]                              | トマーシュ・ベルディハ [15]                             | 6–3, 3–6, 5–7, 6–3, 6–3                           |
| 男子シングルス準決勝                              | ラファエル・ナダル [2]                                | ユルゲン・メルツァー [22]                               | 6–2, 6–3, 7–6(6)                                  |
| スザンヌ・ランラン・コート (グランドスタンド)     |                                                       |                                                         |                                                   |
| 試合                                              | 勝者                                                  | 敗者                                                    | 試合結果                                          |
| レジェンド部門45歳以下男子ダブルス グループ B     | アルノー・ブッチ セドリック・ピオリーン               | トーマス・ムスター マーク・ウッドフォード               | 6–2, 3–6, [12–10]                                 |
| レジェンド部門女子ダブルス3位決定戦               | ジジ・フェルナンデス ナターシャ・ズベレワ             | メアリー・ジョー・フェルナンデス コンチタ・マルティネス | 6–1, 6–2                                          |
| レジェンド部門45歳以下男子ダブルス グループ A     | エフゲニー・カフェルニコフ アンドレイ・メドベデフ     | セルジ・ブルゲラ リカルト・クライチェク                 | 4–6, 6–2, [12–10]                                 |
| 女子ダブルス決勝戦                                | セリーナ・ウィリアムズ [1] ビーナス・ウィリアムズ [1] | クベタ・ペシュケ [12] カタリナ・スレボトニク [12]       | 6–2, 6–3                                          |
| レジェンド部門45歳以上男子ダブルス グループ B     | イリ・ナスターゼ エミリオ・サンチェス                 | ギー・フォルジェ ティエリ・チュランヌ                   | 6–1, 1–6, [10–7]                                  |

### 14日目 (6月5日)
女子シングルス決勝戦では、第17シードのフランチェスカ・スキアボーネが第7シードのサマンサ・ストーサーをストレートで下し優勝。イタリア人女子選手としては史上初のグランドスラムシングルス優勝者となり、男女通じても1976年全仏オープン男子シングルスでアドリアーノ・パナッタが優勝して以来36年ぶりの快挙であった。また29歳でのグランドスラム女子シングルス優勝は1969年ウィンブルドン選手権でアン・ヘイドン＝ジョーンズが30歳で優勝したのに次ぐ、グランドスラム史上2番目の年長優勝となった
男子ダブルス決勝戦では、第2シードのダニエル・ネスター&ネナド・ジモンイッチが前年優勝ペアの第3シードルーカス・ドロウヒー&リーンダー・パエス組をストレートで下し優勝した。
- シード落ち:
  - 女子シングルス:  サマンサ・ストーサー
  - 男子ダブルス:  ルーカス・ドロウヒー /  リーンダー・パエス
- 試合日程

| メインコートの試合                                | メインコートの試合                                | メインコートの試合                                | メインコートの試合                                |
| フィリップ・シャトリエ・コート (センター・コート) | フィリップ・シャトリエ・コート (センター・コート) | フィリップ・シャトリエ・コート (センター・コート) | フィリップ・シャトリエ・コート (センター・コート) |
| 試合                                              | 勝者                                              | 敗者                                              | 試合結果                                          |
| ------------------------------------------------- | ------------------------------------------------- | ------------------------------------------------- | ------------------------------------------------- |
| 女子シングルス決勝戦                              | フランチェスカ・スキアボーネ [17]                 | サマンサ・ストーサー [7]                          | 6–4, 7–6(2)                                       |
| 男子ダブルス決勝戦                                | ダニエル・ネスター [2] ネナド・ジモンイッチ [2]   | ルーカス・ドロウヒー [3] リーンダー・パエス [3]   | 7–5, 6–2                                          |
| スザンヌ・ランラン・コート (グランドスタンド)     |                                                   |                                                   |                                                   |
| 試合                                              | 勝者                                              | 敗者                                              | 試合結果                                          |
| レジェンド部門45歳以上男子ダブルスグループ A      | アンドレス・ゴメス ジョン・マッケンロー           | ヨアキム・ニーストロム マッツ・ビランデル         | 6–2, 6–2                                          |
| レジェンド部門女子ダブルス決勝戦                  | マルチナ・ナブラチロワ ヤナ・ノボトナ             | イバ・マヨリ ナタリー・トージア                   | 6–4, 6–2                                          |
| レジェンド部門45歳以下男子ダブルスグループ A      | エフゲニー・カフェルニコフ アンドレイ・メドベデフ | マイケル・チャン アルベルト・コスタ               | 6–0, 3–6, [10–7]                                  |
| 45歳以下男子ダブルスグループ B                    | ゴラン・イワニセビッチ ミヒャエル・シュティヒ     | アルノー・ブッチ セドリック・ピオリーン           | 6–3, 6–2                                          |

### 15日目 (6月6日)
男子シングルス決勝戦では、第2シードのラファエル・ナダルが第5シードのロビン・セーデリングをストレートで下し、2年ぶり5度目の優勝。またこの優勝により翌週のATPシングルスランキングでピート・サンプラスが持つ1位在位記録286週に後1週まで迫っていたロジャー・フェデラーが1位の座から陥落し、ナダルが2009年6月第4週以来の1位に返り咲いた。
- シード落ち:
  - 男子シングルス:  ロビン・セーデリング
- 試合日程

| メインコートの試合                                | メインコートの試合                                | メインコートの試合                                | メインコートの試合                                |
| フィリップ・シャトリエ・コート (センター・コート) | フィリップ・シャトリエ・コート (センター・コート) | フィリップ・シャトリエ・コート (センター・コート) | フィリップ・シャトリエ・コート (センター・コート) |
| 試合                                              | 勝者                                              | 敗者                                              | 試合結果                                          |
| ------------------------------------------------- | ------------------------------------------------- | ------------------------------------------------- | ------------------------------------------------- |
| 男子シングルス決勝戦                              | ラファエル・ナダル [2]                            | ロビン・セーデリング [5]                          | 6–4, 6–2, 6–4                                     |
| スザンヌ・ランラン・コート (グランドスタンド)     |                                                   |                                                   |                                                   |
| 試合                                              | 勝者                                              | 敗者                                              | 試合結果                                          |
| レジェンド部門45歳以上男子ダブルス決勝戦          | アンドレス・ゴメス ジョン・マッケンロー           | マンスール・バーラミ アンリ・ルコント             | 6–1, 6–1                                          |
| レジェンド部門45歳以下男子ダブルス決勝戦          | エフゲニー・カフェルニコフ アンドレイ・メドベデフ | ゴラン・イワニセビッチ ミヒャエル・シュティヒ     | 6–1, 6–1                                          |

## シニア

### 男子シングルス
ラファエル・ナダル vs.  ロビン・セーデリング, 6–4, 6–2, 6–4

### 女子シングルス
フランチェスカ・スキアボーネ vs.  サマンサ・ストーサー, 6–4, 7–6(2)
- スキアボーネとストーサー、両者共に初のグランドスラムシングルス決勝戦であった。

### 男子ダブルス
ダニエル・ネスター/  ネナド・ジモンイッチ vs.  ルーカス・ドロウヒー /  リーンダー・パエス, 7–5, 6–2
- ネスターにとっては通算6度目、全仏では2007年全仏オープン以来3年ぶり2度目の優勝となり、ジモンイッチにとっては通算3度目、全仏では初の同部門優勝となった。

### 女子ダブルス
セリーナ・ウィリアムズ /  ビーナス・ウィリアムズ vs.  クベタ・ペシュケ /  カタリナ・スレボトニク, 6–2, 6–3

### 混合ダブルス
カタリナ・スレボトニク /  ネナド・ジモンイッチ vs.  ヤロスロワ・シュウェドワ /  ユリアン・ノール, 4–6, 7–6(5), [11–9]

## ジュニア

### 男子シングルス
アグスティン・ベロッティ vs.  アンドレア・コラリーニ, 6–4, 7–5
- ベロッティにとって初のジュニアグランドスラムタイトルとなった。

### 女子シングルス
エリナ・スビトリナ vs.  オンス・ジャバー, 6-2, 7-5
- スビトリナにとって初のジュニアグランドスラムタイトルとなった。

### 男子ダブルス
デュイリオ・ベレッタ /  ロベルト・キロス vs.  ファクンド・アルグエロ /  アグスティン・ベロッティ, 6–3, 6–2
- ベレッタとキロスにとって、単複通じて初のジュニアグランドスラムタイトルとなった。

### 女子ダブルス
ティメア・バボシュ /  スローン・スティーブンス vs.  ララ・アルアバレナ /  マリア＝テレサ・＝トロ＝フロール, 6–2, 6–3
- バボスとスティーブンスにとって、単複通じて初のジュニアグランドスラムタイトルとなった。

## その他のイベント

### レジェンド部門45歳以下男子ダブルス
エフゲニー・カフェルニコフ /  アンドレイ・メドベデフ vs.  ゴラン・イワニセビッチ /  ミヒャエル・シュティヒ, 6-1, 6-1

### レジェンド部門45歳以上男子ダブルス
ジョン・マッケンロー /  アンドレス・ゴメス vs.  マンスール・バーラミ /  アンリ・ルコント, 6–1, 6–1

### レジェンド部門女子ダブルス
マルチナ・ナブラチロワ /  ヤナ・ノボトナ vs.  イバ・マヨリ /  ナタリー・トージア, 6–4, 6–2

### 車いす男子シングルス
国枝慎吾 vs.  ステファン・オルソン, 6–4, 6–0
- 国枝にとって全仏では同部門が設けられた2007年から4年連続4度目の優勝となり、2007年全豪オープンからのグランドスラム車いすシングルス連続優勝記録を10に伸ばした[37][38]。

### 車いす女子シングルス
エステル・フェルヘール vs.  シャロン・ワラベン, 6–0, 6–0
- フェルヘールにとってグランドスラム車いすシングルス通算15度目、全仏では同部門が設けられた2007年から4年連続4度目の優勝となった。

### 車いす男子ダブルス
ステファン・ウデ /  国枝慎吾 vs.  ロビン・アメルラーン /  ステファン・オルソン, 6–0, 5–7, [10–8]
- ウデにとってグランドスラム車いすダブルス通算4度目、全仏では初の優勝となり、国枝にとってはグランドスラム車いすダブルス通算9度目、全仏では2008年全仏オープン以来2年ぶり2度目の同部門優勝となった。

### 車いす女子ダブルス
ダニエラ・ディトーロ /  アニク・ファン・クート vs.  エステル・フェルヘール /  シャロン・ワラベン, 3–6, 6–3, [10–4]
- ディトーロ、ファン・クート両者にとって初のグランドスラム車いすダブルスタイトルとなった。

## シングルス部門シード選手
以下のデータは大会シード発表時の2010年5月17日付ランキングに基づく

### 男子シングルス
| シード | 順位 | 選手                             | 大会時ポイント | 防衛ポイント | 獲得ポイント | 大会後ポイント | 結果                                          |
| ------ | ---- | -------------------------------- | -------------- | ------------ | ------------ | -------------- | --------------------------------------------- |
| 1      | 1    | ロジャー・フェデラー             | 10030          | 2000         | 360          | 8390           | 準々決勝敗退 (VS ロビン・セーデリング [5])    |
| 2      | 2    | ラファエル・ナダル               | 6880           | 180          | 2000         | 8700           | 優勝                                          |
| 3      | 3    | ノバク・ジョコビッチ             | 6405           | 90           | 360          | 6675           | 準々決勝敗退 (VS ユルゲン・メルツァー [22])   |
| 4      | 4    | アンディ・マリー                 | 5565           | 360          | 180          | 5385           | 4回戦敗退 (VS トマーシュ・ベルディハ [15])    |
| 5      | 7    | ロビン・セーデリング             | 4755           | 1200         | 1200         | 4755           | 準優勝 (VS ラファエル・ナダル [2])            |
| 6      | 8    | アンディ・ロディック             | 4600           | 180          | 90           | 4510           | 3回戦敗退 (VS ティムラズ・ガバシュビリ [Q])   |
| 7      | 9    | フェルナンド・ベルダスコ         | 3645           | 180          | 180          | 3645           | 4回戦敗退 (VS ニコラス・アルマグロ [19])      |
| 8      | 10   | ジョー＝ウィルフリード・ツォンガ | 3185           | 180          | 180          | 3185           | 4回戦敗退 (VS ミハイル・ユージニー [11])      |
| 9      | 11   | ダビド・フェレール               | 3010           | 90           | 90           | 3010           | 3回戦敗退 (VS ユルゲン・メルツァー [22])      |
| 10     | 12   | マリン・チリッチ                 | 2945           | 180          | 180          | 2945           | 4回戦敗退 (VS ロビン・セーデリング [5])       |
| 11     | 13   | ミハイル・ユージニー             | 2375           | 45           | 360          | 2690           | 準々決勝敗退 (VS トマーシュ・ベルディハ [15]) |
| 12     | 14   | フェルナンド・ゴンサレス         | 2385           | 720          | 45           | 1710           | 2回戦敗退 (VS アレクサンドル・ドルゴポロフ)   |
| 13     | 15   | ガエル・モンフィス               | 2220           | 360          | 45           | 1905           | 2回戦敗退 (VS ファビオ・フォニーニ)           |
| 14     | 16   | イワン・リュビチッチ             | 2140           | 10           | 90           | 2220           | 3回戦敗退 (VS トマス・ベルッシ [24])          |
| 15     | 17   | トマーシュ・ベルディハ           | 2115           | 10           | 720          | 2825           | 準決勝敗退 (VS ロビン・セーデリング [5])      |
| 16     | 18   | フアン・カルロス・フェレーロ     | 2050           | 45           | 90           | 2095           | 3回戦敗退 (VS ロビー・ジネプリ)               |
| 17     | 19   | ジョン・イスナー                 | 1880           | 0(45)        | 90           | 1925           | 3回戦敗退 (VS トマーシュ・ベルディハ [15])    |
| 18     | 21   | サム・クエリー                   | 1675           | 10           | 10           | 1675           | 1回戦敗退 (VS ロビー・ジネプリ)               |
| 19     | 22   | ニコラス・アルマグロ             | 1690           | 90           | 360          | 1960           | 準々決勝敗退 (VS ラファエル・ナダル [2])      |
| 20     | 23   | スタニスラス・ワウリンカ         | 1600           | 90           | 180          | 1690           | 4回戦敗退 (VS ロジャー・フェデラー [1])       |
| 21     | 25   | トミー・ロブレド                 | 1505           | 360          | 10           | 1155           | 1回戦敗退 (VS ビクトル・トロイツキ)           |
| 22     | 26   | ユルゲン・メルツァー             | 1495           | 90           | 720          | 2125           | 準決勝敗退 (VS ラファエル・ナダル [2])        |
| 23     | 27   | エルネスツ・ガルビス             | 1494           | 45           | 10           | 1459           | 1回戦敗退 (VS ジュリアン・ベネトー)           |
| 24     | 28   | トマス・ベルッシ                 | 1482           | 10           | 180          | 1652           | 4回戦敗退 (VS ラファエル・ナダル [2])         |
| 25     | 29   | マルコス・バグダティス           | 1465           | 10           | 90           | 1545           | 3回戦敗退 (VS アンディ・マリー [4])           |
| 26     | 30   | フアン・モナコ                   | 1510           | 45           | 10           | 1475           | 1回戦敗退 (VS グレガ・ゼミヤ [Q])             |
| 27     | 31   | フェリシアーノ・ロペス           | 1420           | 45           | 10           | 1385           | 1回戦敗退 (VS ユリアン・ライスター [Q])       |
| 28     | 33   | レイトン・ヒューイット           | 1350           | 90           | 90           | 1350           | 3回戦敗退 (VS ラファエル・ナダル [2])         |
| 29     | 34   | アルベルト・モンタニェス         | 1325           | 10           | 90           | 1405           | 3回戦敗退 (VS ロビン・セーデリング [5])       |
| 30     | 35   | フィリップ・コールシュライバー   | 1320           | 180          | 90           | 1230           | 3回戦敗退 (VS フェルナンド・ベルダスコ [7])   |
| 31     | 37   | ビクトル・ハネスク               | 1160           | 180          | 90           | 1070           | 3回戦敗退 (VS ノバク・ジョコビッチ [3])       |
| 32     | 38   | ギリェルモ・ガルシア・ロペス     | 965            | 10           | 45           | 1000           | 2回戦敗退 (VS ティエモ・デ・バッカー)         |

### 女子シングルス
| シード | 順位 | 選手                                 | 大会時ポイント | 防衛ポイント | 獲得ポイント | 大会後ポイント | 結果                                                |
| ------ | ---- | ------------------------------------ | -------------- | ------------ | ------------ | -------------- | --------------------------------------------------- |
| 1      | 1    | セリーナ・ウィリアムズ               | 8475           | 500          | 500          | 8475           | 準々決勝敗退 (VS サマンサ・ストーサー [7])          |
| 2      | 2    | ビーナス・ウィリアムズ               | 6386           | 160          | 280          | 6506           | 4回戦敗退 (VS ナディア・ペトロワ [19])              |
| 3      | 3    | キャロライン・ウォズニアッキ         | 5630           | 160          | 500          | 5970           | 準々決勝敗退 (VS フランチェスカ・スキアボーネ [17]) |
| 4      | 4    | エレナ・ヤンコビッチ                 | 5160           | 280          | 900          | 5780           | 準決勝敗退 (VS サマンサ・ストーサー [7])            |
| 5      | 5    | エレーナ・デメンチェワ               | 4830           | 160          | 900          | 5570           | 準決勝敗退 (VS フランチェスカ・スキアボーネ [17])   |
| 6      | 6    | スベトラーナ・クズネツォワ           | 4661           | 2000         | 160          | 2821           | 3回戦敗退 (VS マリア・キリレンコ [30])              |
| 7      | 7    | サマンサ・ストーサー                 | 4405           | 900          | 1400         | 4905           | 準優勝 (VS フランチェスカ・スキアボーネ [17])       |
| 8      | 8    | アグニエシュカ・ラドワンスカ         | 4190           | 280          | 100          | 4010           | 2回戦敗退 (VS ヤロスラワ・シュウェドワ)             |
| 9      | 9    | ディナラ・サフィナ                   | 4156           | 1400         | 5            | 2761           | 1回戦敗退 (VS クルム伊達公子)                       |
| 10     | 11   | ビクトリア・アザレンカ               | 3665           | 500          | 5            | 3170           | 1回戦敗退 (VS ヒセラ・ドゥルコ)                     |
| 11     | 12   | 李娜                                 | 3515           | 280          | 160          | 3395           | 3回戦敗退 (VS フランチェスカ・スキアボーネ [17])    |
| 12     | 13   | マリア・シャラポワ                   | 3350           | 500          | 160          | 3010           | 3回戦敗退 (VS ジュスティーヌ・エナン [22])          |
| 13     | 14   | マリオン・バルトリ                   | 3186           | 100          | 160          | 3246           | 3回戦敗退 (VS シャハー・ピアー [18])                |
| 14     | 15   | フラビア・ペンネッタ                 | 3175           | 5            | 280          | 3450           | 4回戦敗退 (VS キャロライン・ウォズニアッキ [3])     |
| 15     | 16   | アラバン・レザイ                     | 2875           | 280          | 160          | 2755           | 3回戦敗退 (VS ナディア・ペトロワ [18])              |
| 16     | 17   | ヤニナ・ウィックマイヤー             | 3050           | 100          | 160          | 3110           | 3回戦敗退 (VS ダニエラ・ハンチュコバ [22])          |
| 17     | 18   | フランチェスカ・スキアボーネ         | 2995           | 5            | 2000         | 4990           | 優勝                                                |
| 18     | 19   | シャハー・ピアー                     | 2895           | 0            | 280          | 3175           | 4回戦敗退 (VS セリーナ・ウィリアムズ [1])           |
| 19     | 20   | ナディア・ペトロワ                   | 2795           | 100          | 500          | 3195           | 準々決勝敗退 (VS エレーナ・デメンチェワ [5])        |
| 20     | 21   | マリア・ホセ・マルチネス＝サンチェス | 2635           | 160          | 5            | 2480           | 1回戦敗退 (VS アクグル・アマンムラドワ)             |
| 21     | 22   | ベラ・ズボナレワ                     | 2625           | 0            | 100          | 2725           | 2回戦敗退 (VS アナスタシア・ロディオノワ)           |
| 22     | 23   | ジュスティーヌ・エナン               | 2575           | 0            | 280          | 2855           | 4回戦敗退 (VS サマンサ・ストーサー [7])             |
| 23     | 24   | ダニエラ・ハンチュコバ               | 2010           | 5            | 280          | 2285           | 4回戦敗退 (VS Jエレナ・ヤンコビッチ [4])            |
| 24     | 25   | ルーシー・サファロバ                 | 2075           | 100          | 100          | 2075           | 2回戦敗退 (VS ポローナ・エルコグ)                   |
| 25     | 26   | 鄭潔                                 | 2325           | 100          | 100          | 2325           | 2回戦敗退 (VS アナスタシア・ピボバロワ [Q])         |
| 26     | 27   | ドミニカ・チブルコバ                 | 2005           | 900          | 160          | 1265           | 3回戦敗退 (VS ビーナス・ウィリアムズ [2])           |
| 27     | 28   | アリョーナ・ボンダレンコ             | 1700           | 5            | 160          | 1855           | 3回戦敗退 (VS エレナ・ヤンコビッチ [4])             |
| 28     | 29   | アリサ・クレイバノワ                 | 1855           | 5            | 160          | 2010           | 3回戦敗退 (VS ヤロスラワ・シュウェドワ)             |
| 29     | 30   | アナスタシア・パブリュチェンコワ     | 1850           | 160          | 160          | 1850           | 3回戦敗退 (VS セリーナ・ウィリアムズ [1])           |
| 30     | 31   | マリア・キリレンコ                   | 1710           | 5            | 280          | 1985           | 4回戦敗退 (VS フランチェスカ・スキアボーネ [17])    |
| 31     | 32   | アレクサンドラ・ドゥルゲル           | 1655           | 0(30)        | 160          | 1785           | 3回戦敗退 (VS キャロライン・ウォズニアッキ [3])     |
| 32     | 33   | カテリナ・ボンダレンコ               | 1570           | 160          | 100          | 1510           | 2回戦 (VS アレクサンドラ・ウォズニアク)             |

### 欠場選手
シード圏内の選手の内、以下の6名が怪我などの理由により欠場した。
| 順位 | 選手                             | 大会時ポイント | 防衛ポイント | 獲得ポイント | 大会後ポイント | 欠場理由               |
| ---- | -------------------------------- | -------------- | ------------ | ------------ | -------------- | ---------------------- |
| 5    | フアン・マルティン・デル・ポトロ | 5115           | 720          | 0            | 4395           | 右手首手術の為欠場     |
| 6    | ニコライ・ダビデンコ             | 5145           | 360          | 0            | 4785           | 左手首の怪我により欠場 |
| 20   | ラデク・ステパネク               | 1705           | 90           | 0            | 1615           | 疲労の為欠場           |
| 23   | トミー・ハース                   | 1660           | 180          | 0            | 1480           | 右臀部の怪我により欠場 |
| 32   | ジル・シモン                     | 1395           | 90           | 0            | 1305           | 右膝の怪我により欠場   |
| 36   | イボ・カロビッチ                 | 1295           | 10           | 0            | 1285           | 右足の怪我により欠場   |
| 10   | キム・クライシュテルス           | 3890           | 0            | 0            | 3890           | 左足の怪我により欠場   |

## 主催者推薦
| 1. ライアン・スウィーティング 2. カースティン・ボール 3. ダビド・グエズ 4. ニコラ・マユ 5. ジャンニ・ミナ 6. ジョセリン・ウィアンナ 7. ロラン・レクーデル 8. エドゥアール・ロジェ＝バセラン | 1. クリスティナ・マクヘール 2. ヤルミラ・グロース 3. ステファニー・コーエン＝アロロ 4. クレア・フュアーステイン 5. ステファニー・フォレッツ 6. マチルド・ヨハンソン 7. クリスティナ・ムラディノビッチ 8. オリビア・サンチェス |

| 1. リシャール・ガスケ / セバスチャン・グロジャン 2. マルク・ジケル / エドゥアール・ロジェ＝バセラン 3. ニコラス・デヴィルダー / ポール＝アンリ・マチュー 4. ティエリ・アシオンヌ / ロラン・レクーデル 5. ジョナサン・イセリ / ブノワ・ペイル 6. ギローム・ルファン / アレクサンドレ・シドレンコ | 1. ステファニー・コーエン＝アロロ / ポーリーン・パルメンティエ 2. クリスティナ・ムラディノビッチ / セリマ・スファー 3. イレーナ・パブロビッチ / ローラ・ソープ 4. セベリン・ベルトラム / ユリア・フェドソバ 5. ソフィー・ルフェーブル / オウレリー・ヴェディ 6. クレア・フュアーステイン / ステファニー・フォレッツ 7. マチルド・ヨハンソン / カミーユ・パン |

### 混合ダブルス
1. ステファニー・コーエン＝アロロ /  ティエリ・アシオンヌ
2. ジュリー・クワン /  ニコラ・マユ
3. マチルド・ヨハンソン /  セバスチャン・ドゥショーナック
4. クリスティナ・ムラディノビッチ /  アレクサンドレ・シドレンコ
5. ポーリーン・パルメンティエ /  マルク・ジケル
6. オウレリー・ヴェディ /  ミカエル・ロドラ

## 予選勝者
| 1. パブロ・アンドゥハル 2. ユーリ・シュキン 3. オリビエ・パシャンス 4. ジェシー・ウィッテン 5. チアゴ・アウベス 6. ソムデヴ・デブバルマン 7. マイケル・ヤニ 8. ステファノ・ガルバーニ 9. ティムラズ・ガバシュビリ 10. ホルヘ・アギラール 11. ブノワ・ペイル 12. マーティン・フィッシャー 13. ユリアン・ライスター 14. グレガ・ゼムリャ 15. シモーネ・ボレリ 16. トビアス・カムケ その他以下の2名がラッキールーザーとして本戦に繰り上がった 1. ディター・キンドルマン 2. サンティアゴ・ベントゥーラ | 1. ヘイディ・エル・タバク 2. 奈良くるみ 3. エカテリーナ・イワノワ 4. ソフィー・ファーガソン 5. 張帥 6. アナスタシア・ピボバロワ 7. セニア・ペルバク 8. 土居美咲 9. シモナ・ハレプ 10. カイア・カネピ 11. ヌリア・リャゴステラ・ビベス 12. シャネル・シェパーズ その他以下の1名がラッキールーザーとして本戦に繰り上がった 1. ベサニ・マテック＝サンズ |

## 獲得ポイント
| ステージ     | 男子シングルス | 男子ダブルス | 女子シングルス | 女子ダブルス |
| ------------ | -------------- | ------------ | -------------- | ------------ |
| 優勝         | 2000           | 2000         | 2000           | 2000         |
| 準優勝       | 1200           | 1200         | 1400           | 1400         |
| ベスト4      | 720            | 720          | 900            | 900          |
| ベスト8      | 360            | 360          | 500            | 500          |
| Round of 16  | 180            | 180          | 280            | 280          |
| Round of 32  | 90             | 90           | 160            | 160          |
| Round of 64  | 45             | 0            | 100            | 5            |
| Round of 128 | 10             | –            | 5              | –            |
| 予選勝者     | 25             | –            | 60             | –            |
| 予選決勝     | 16             | –            | 50             | –            |
| 予選2回戦    | 8              | –            | 40             | –            |
| 予選1回戦    | 0              | –            | 2              | –            |

## 賞金額
本大会の賞金はユーロ建て(€)で支払われる。 ダブルスはペアでの賞金額となる。
| - 優勝: €1,120,000 - 準優勝: €560,000 - ベスト4: €280,000 - ベスト8: €140,000 - 4回戦: €70,000 - 3回戦: €42,000 - 2回戦: €25,000 - 1回戦: €15,000 | - 優勝: €320,000 - 準優勝: €160,000 - ベスト4: €80,000 - ベスト8: €40,000 - 3回戦: €22,000 - 2回戦: €11,000 - 1回戦: €7,500 | - 優勝: €100,000 - 準優勝: €50,000 - ベスト4: €25,000 - ベスト8: €13,000 - 2回戦: €7,000 - 1回戦: €3,500 |

## 放送局
- オーストラリア: Nine, Foxスポーツ
- カナダ: TSN, RDS
- ブラジル: ESPN, ESPNブラジル
- アメリカ合衆国: NBC, ESPN2, テニス・チャンネル[42]
- ヨーロッパ全域: ユーロスポーツ
  -  オーストリア: ORF
  -  ベルギー: RTBF, VRT
  -  ボスニア・ヘルツェゴビナ: BHRT
  -  クロアチア: HRT
  -  キプロス: CyBC
  -  デンマーク: TV2スポーツ
  -  フランス: フランス・テレビジョン, Orange Sport
  -  フィンランド: MTV3, FST5
  -  ドイツ: ARD, ZDF
  -  ギリシャ: ERT, ANT1, Mega Channel
  -  アイルランド: TG4
  -  モンテネグロ: RTCG
  -  オランダ: NOS
  -  ルーマニア: TVR
  -  ロシア: ユーロスポーツ, Russia 2
  -  セルビア: RTS
  -  スロベニア: RTV Slovenija
  -  スペイン: TVE
  -  スウェーデン: SVT
  -  スイス: SRG-SSR
  -  トルコ: TRT
  -  イギリス: BBC
- 中華人民共和国: CCTV
- 香港: Now Sports
- インド: ESPNスタースポーツ
- 日本: WOWOW
- マカオ: TDM
- マレーシア: アストロ
- モロッコ: SNRT
- ニュージーランド: Sky Sport
- タイ王国: TV7, トゥルースポーツ
- サハラ以南地域: スーパースポーツ
- 中東・北アフリカ地域: アルジャジーラスポーツ
- ラテンアメリカ地域: ESPNラテンアメリカ
- フィリピン: Balls, スタジオ23
- シンガポール: スターハブ